# Punta Alden
Punta Alden (in inglese Point Alden) è una località in Antartide coperta dai ghiacci con rocce in vista lungo il litorale marino. Localizzato ad una latitudine di 66° 48′ S ed una longitudine di 142° 02′ E, segnala il limite orientale della Terra Adelia. Ad ovest si estende infatti la Baia del Commonwealth facente parte del terra di re George V. Scoperto il 30 gennaio 1840 dal tenente della USEE Charles Wilkes è stato intitolato al tenente James Alden della nave Vincennes, l'ammiraglia della spedizione.